# Royal Museums Greenwich
Royal Museums Greenwich is een organisatie bestaande uit vier musea in Greenwich, Londen. De Royal Museums Greenwich Foundation werd als vennootschap opgericht in 2012, en verkreeg het Royal charter. Het leeuwendeel van de meer dan twee miljoen jaarlijkse bezoekers van het museumconcortium zijn bezoekers aan het National Maritime Museum. De drie andere musea zijn het Royal Observatory, Greenwich, de Cutty Sark en Queen's House.

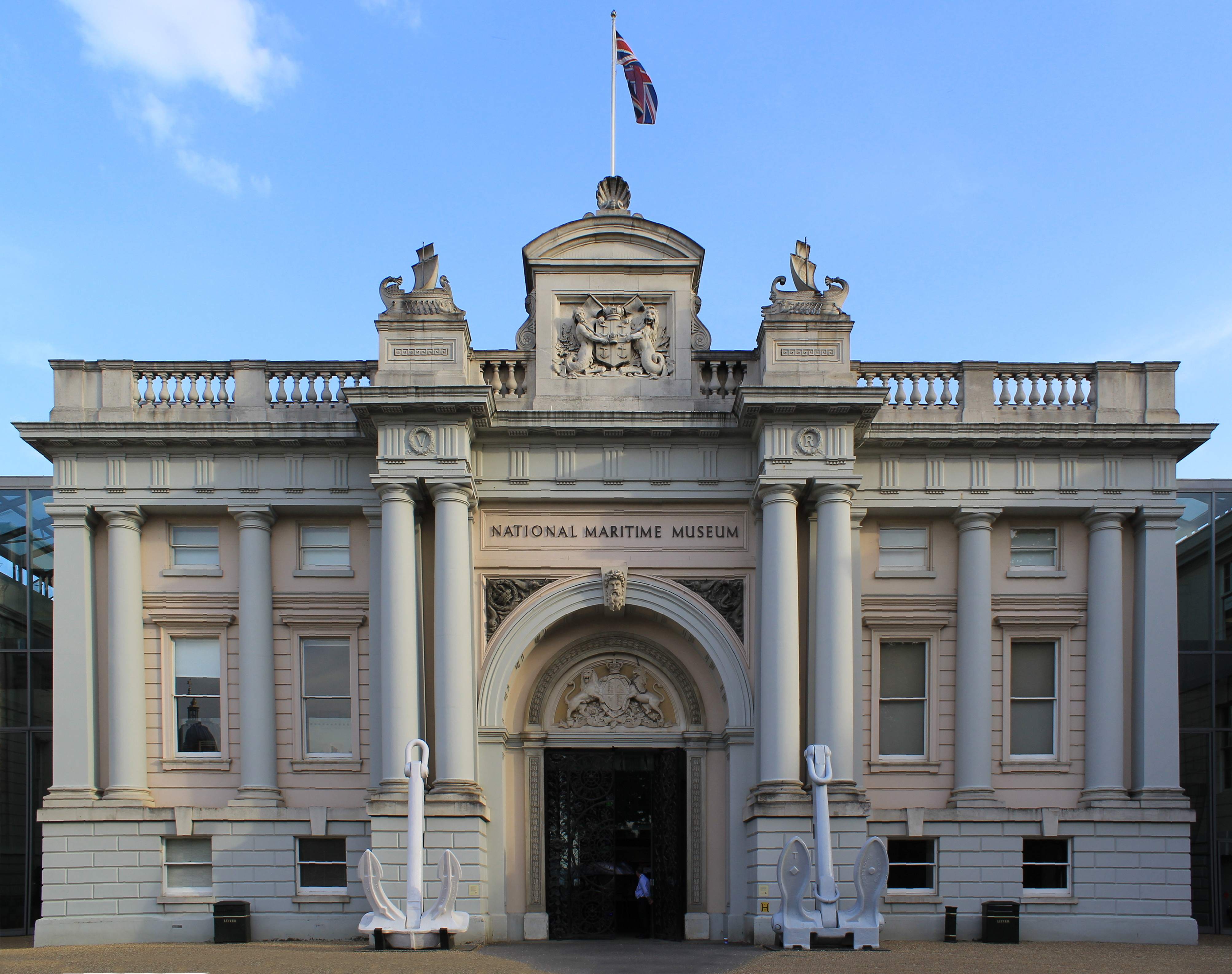
National Maritime Museum
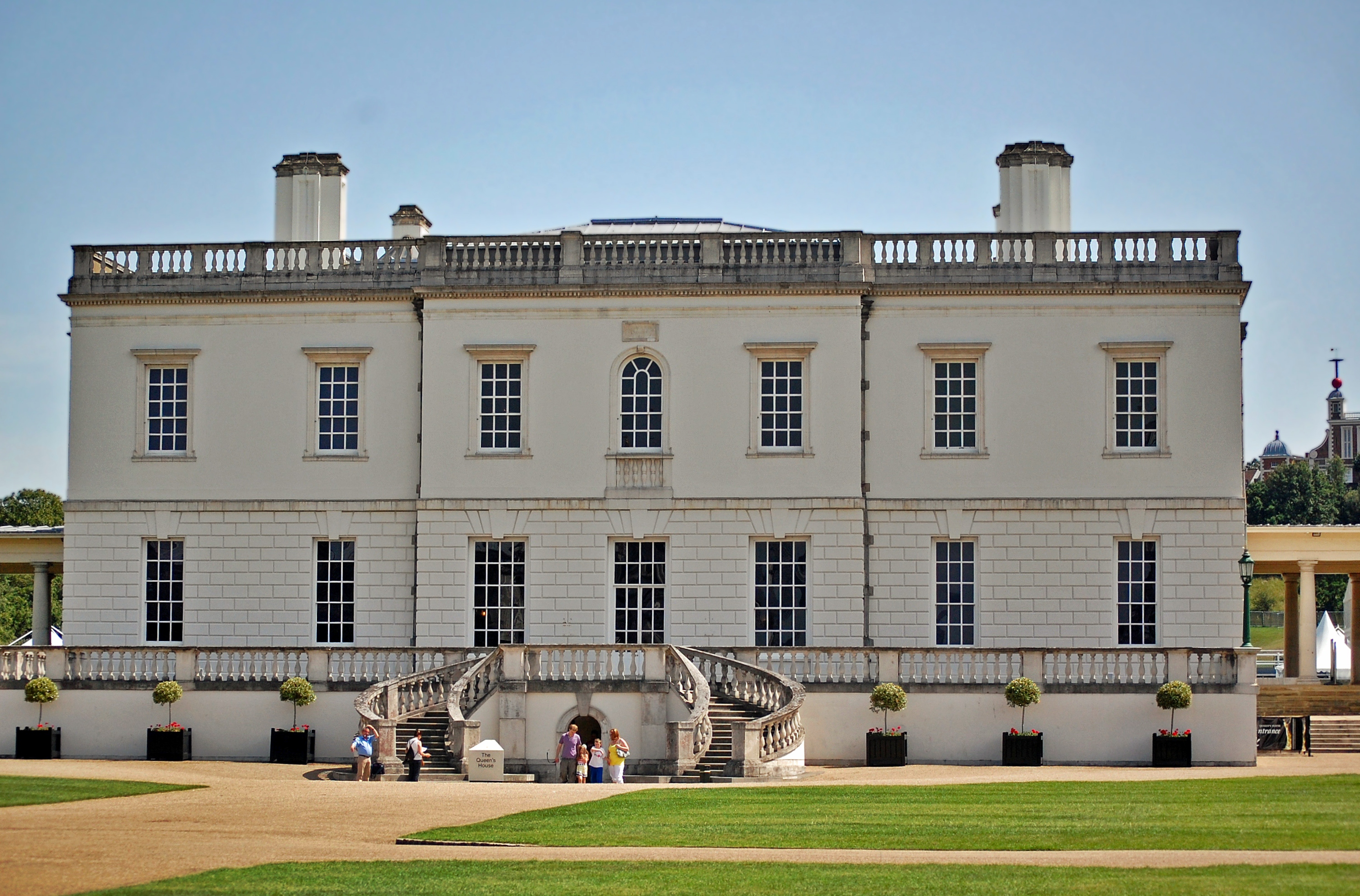
Queen's House
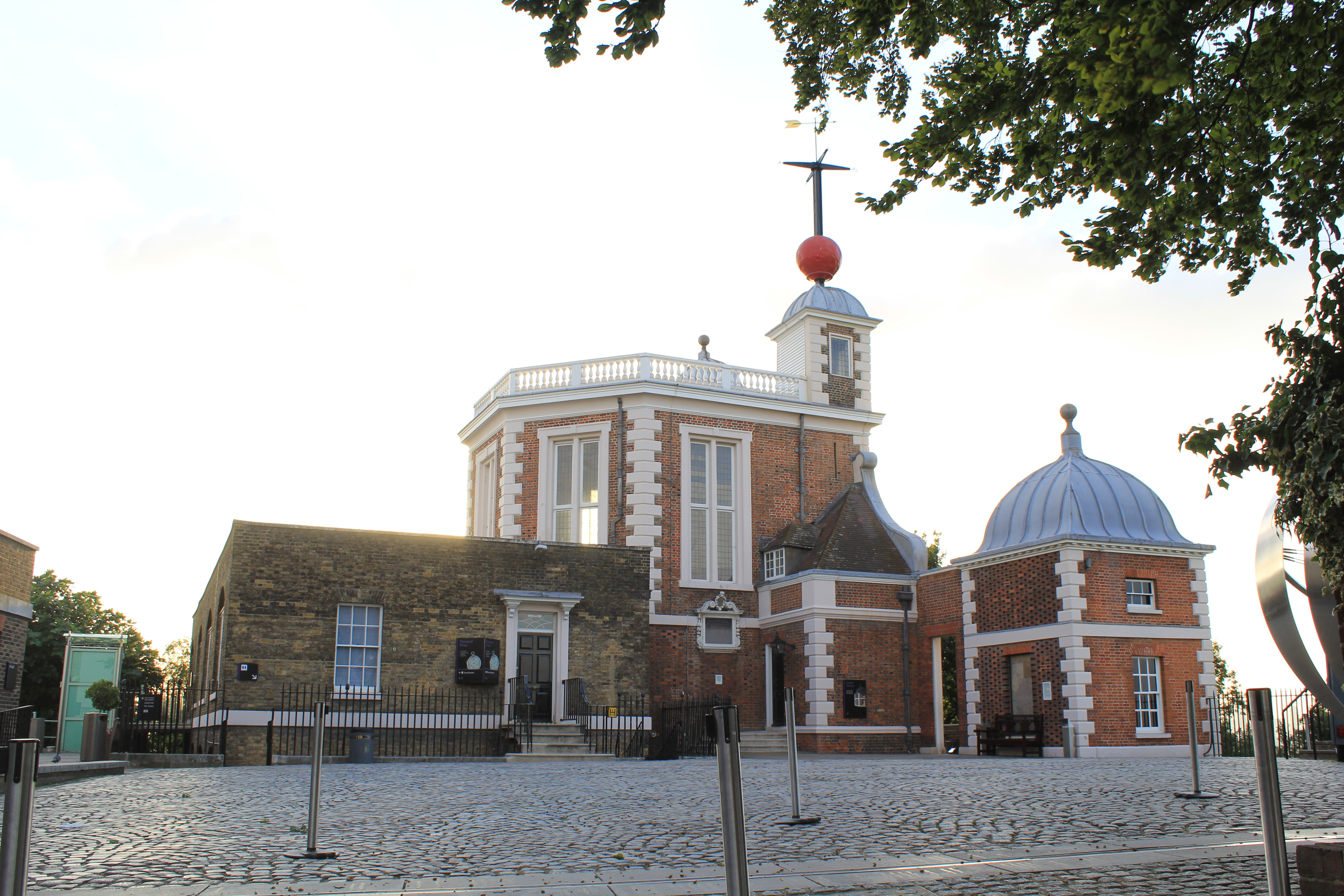
Royal Observatory, Greenwich
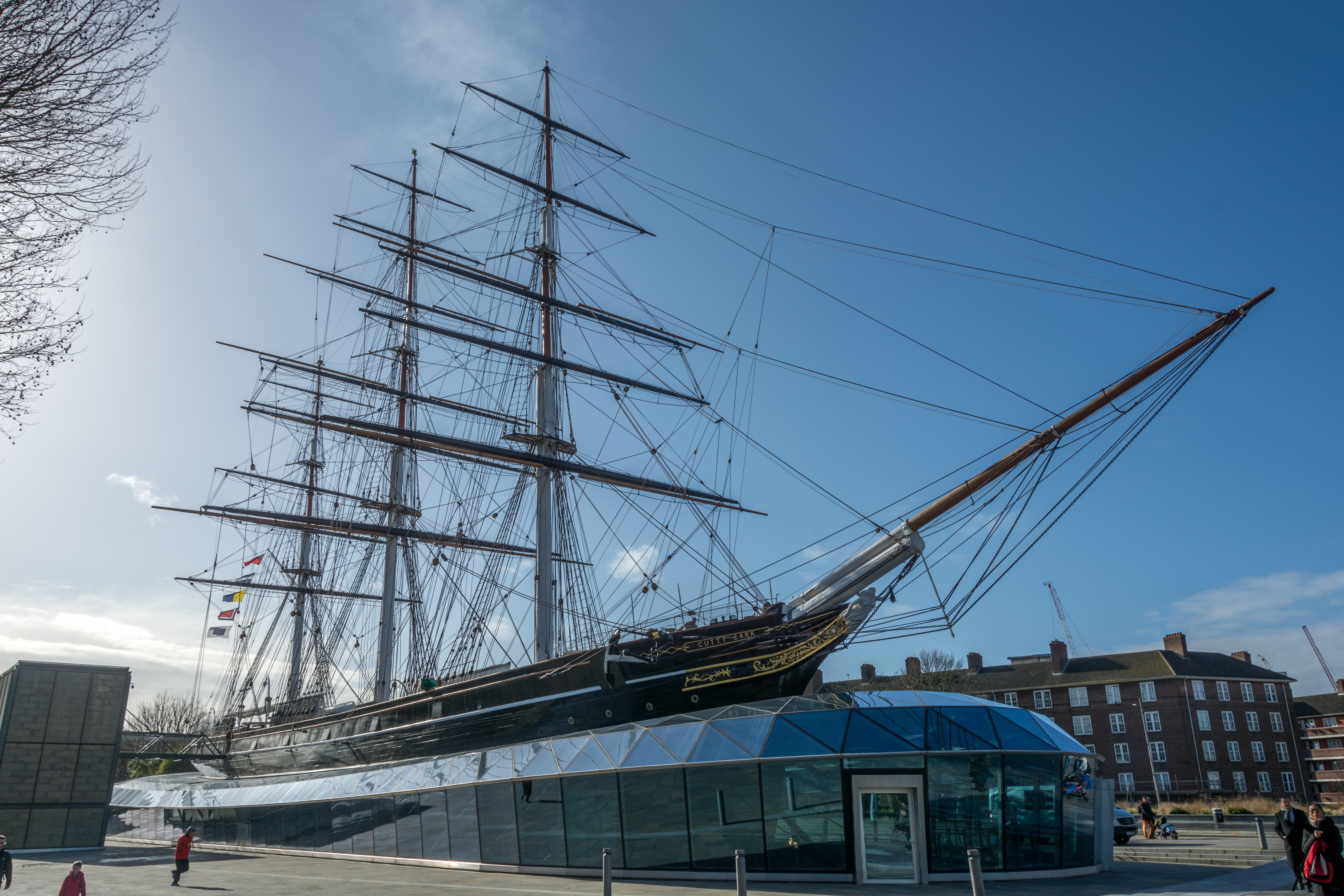
Cutty Sark